# Epermènids
Els epermènids (Epermeniidae) són una família lepidòpters ditrisis, l'única de la superfamília dels epermenioïdeus (Epermenioidea) amb 10 gèneres i 126 espècies de distribució cosmopolita.
Anteriorment, s'havien dividit en dues subfamílies Epermeniinae i Ochromolopinae (p. Ex. Common, 1990: 321), però això ja no es manté, ja que l'últim grup probablement està jeràrquicament nidificat en el primer (Dugdale et al., 1999). Actualment es col·loquen en la seva pròpia superfamilia però anteriorment s'han col·locat entre els Yponomeutoidea o Copromorphoidea amb els que comparteixen algunes característiques. La seva col·locació sistemàtica entre el grup apoditrínic Obtectomera (tenint els segments pupals I-IV immòbils) és tanmateix incert. Mostren algunes similituds morfològiques amb les Alucitoidea i Pterophoroidea, per exemple, la franja de l'ala té grups similars d'escates (Dugdale et al., 1999).
Els gèneres més importants són: Epermenia,  Ochromolopis i Gnathifera. El grup ha estat àmpliament revisat i catalogat pel Dr. Reinhard Gaedike (Gaedike, 1977, 1979).

## Identificació
Els Epermeniidae són petites papallones d'aleta estreta, amb un abast de 7-20 mm, amb voltes brillants a les cames, que no tenen espines a l'abdomen a diferència d'algunes arnes similars. Es confonen més fàcilment amb Stathmopodinae (Oecophoridae), que a diferència dels epermènids tenen l'apèndix de les potes davanteres i mitges sense els verticils de les espines, i la probòscide s'escala a la base (Robinson et al., 1994, per a més detalls). La projecció d'escates en el marge interior de l'esquena és el caràcter de camp més senzill (Common, 1990).

## Distribució
Els epermènids es troben a tot el món, tant a les regions temperades com tropicals, i especialment, a les àrees montanes (Robinson et al., 1994), però són poc conegudes pels afrotròpics. Gnathifera es pot trobar des de Austràlia fins a Nova Caledònia; Epermenia va des de la Palaearctic fins a Indo-Austràlia i les Illes del Pacífic (Holloway et al., 2001).

## Comportament
Els epermènids són nocturns quan són adults i compten amb un bon camuflatge. Descansen paral·lelament a la superfície amb les ales que es mantenen sobre l'esquena en forma de tenda (Robinson et al., 1994).

## Biologia
Les orugues s'alimenten a gairebé qualsevol part de la planta (fruites, llavors, galls, fulles o flors), de vegades en una mina o de vegades exposades o sota seda a la superfície de la fulla; a diferència d'alguns Lepidòpters, la pupa no s'extreu del capoll (Robinson et al., 1994) i es pot trobar en el seu capoll de obert a la planta o entre els residus a la terra (Common, 1990).

## Plantes amfitrions
Moltes espècies a Europa s'alimenten d'umbel·les d'Apiaceae, i l'Epermenia chaerophyllella és una plaga d'espècies cultivades (Dugdale et al., 1999). Altres espècies s'alimenten de les famílies de plantes parasitàries

## Gèneres
- Africepermenia Gaedike, 2004
- Agiton Turner, 1926
- Epermenia Hübner, 1825
  - =Acanthedra Meyrick, 1917
  - =Calotripis Hübner, 1825
  - =Chauliodus Treitschke, 1833
  - =Epermeniola Gaedike, 1968
  - =Lophonotus Stephens, 1829
  - =Tichotripis Hübner, 1825
  - =Epimarptis Meyrick, 1914
  - =Temeluchella T. B. Fletcher, 1940
  - =Temelucha Meyrick, 1909
  - =Cataplectica Walsingham, 1894
  - =Heydenia Hofmann, 1868
- Gnathifera Gaedike, 1978
- Inuncus Gaedike, 2013
- Lasiostega Meyrick, 1932
- Mesepermenia Gaedike, 2004
- Notodryas Meyrick, 1897
- Ochromolopis Hübner, 1825
- Parochromolopis Gaedike, 1977
- Paraepermenia Gaedike, 1968
- Phaulernis Meyrick, 1895
- Picrodoxa Meyrick, 1923
- Sinicaepermenia Heppner, 1990
- Thambotricha Meyrick, 1922